# Interlaken
Interlaken – gmina (niem. Einwohnergemeinde) w Szwajcarii, w kantonie Berno, w regionie administracyjnym Oberland, siedziba okręgu Interlaken-Oberhasli. Zamieszkuje ją 5 719 mieszkańców (31 grudnia 2020). Najbliżej położone duże miasta: Zurych ok. 124 km na północny wschód, Berno – 51 km na północ i Genewa – ok. 215 km na zachód. Leży pomiędzy jeziorami Thunersee oraz Brienzersee.

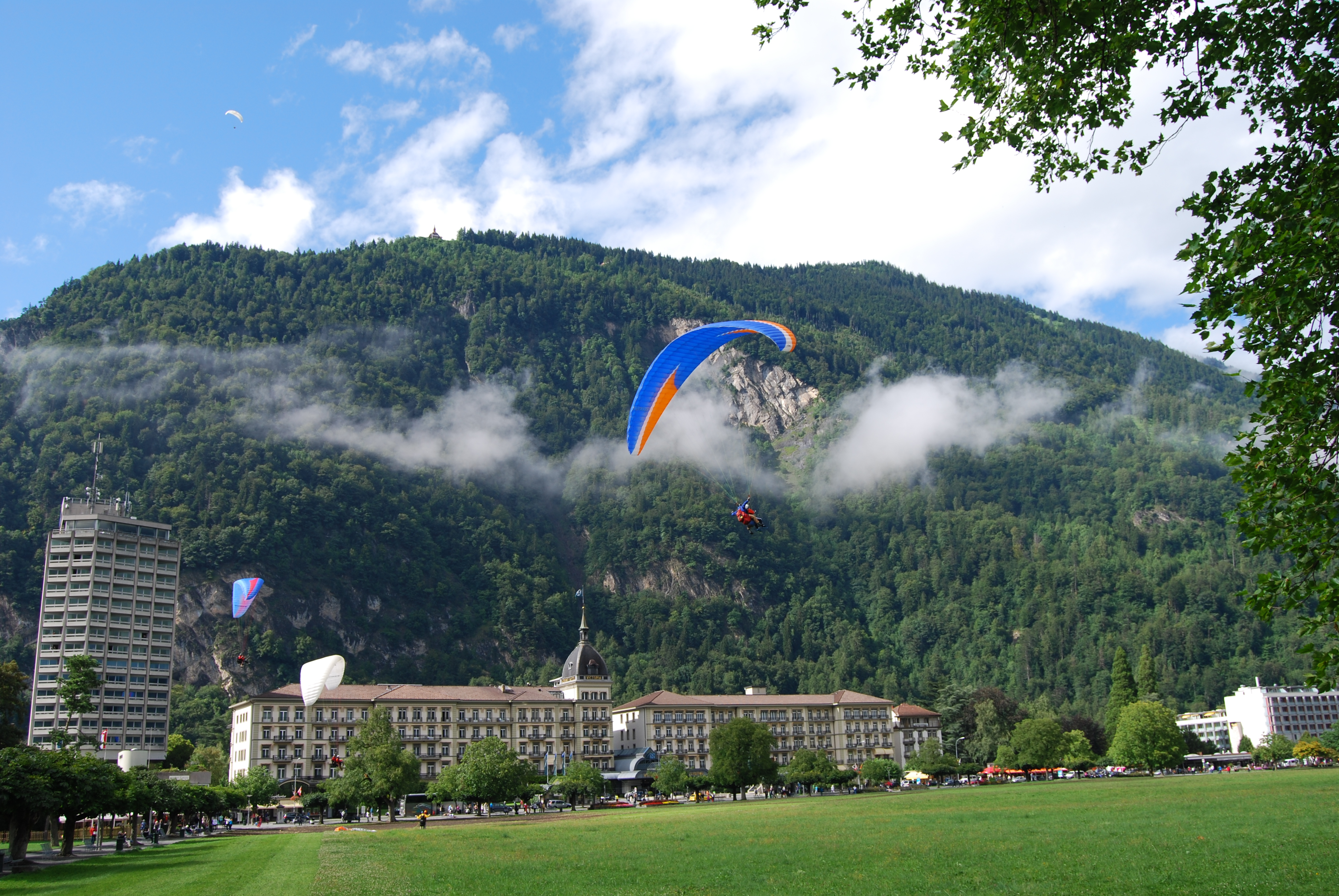
Victoria-Jungfrau Grand Hotel & Spa

Gmina o swobodnej, rozrzuconej zabudowie, rozciąga się na terenie płaskiej równiny aluwialnej Bödeli, ograniczonej dwoma zalesionymi grzbietami górskimi: Harder Kulm od północy i Rugen od południa. Równina ta powstała z osadów przyniesionych przez rzeki Lombach (z północy) i Lütschine (z południa). Po zakończeniu epoki lodowcowej obie rzeki wpadały do wielkiego jeziora (niem. Wandelsee), wypełniającego obniżenie u stóp Alp Berneńskich pomiędzy Meiringen na wschodzie a Thun na zachodzie, przez które płynęła rzeka Aare. Ilość nanosów rzecznych była tak duża, że z czasem rozdzieliły one pierwotne jezioro na dwa istniejące obecnie: Thunersee i Brienzersee. Rzeka Aare rozcinała jednak systematycznie tę narastającą masę osadów, tworząc dzisiejsze połączenie obu jezior.
Nazwa gminy oznacza miejsce położone między (Inter) jeziorami (laken). Wywodząca się z języka łacińskiego nazwa wiąże się z początkami gminy. Pierwsza osada wyrosła tu w otoczeniu powstałego w XII w. klasztoru augustianów, którego fragmenty (kolumnada wirydarza) są do dziś rozpoznawalne w bloku budowli zamku i kościoła protestanckiego w dzielnicy Unterseen, na prawym brzegu rzeki Aare.
Interlaken jest gwarnym i ruchliwym ośrodkiem turystycznym. Stanowi punkt wypadowy wycieczek w Alpy Berneńskie, a zwłaszcza w masyw widocznej nad nim od południa „Wielkiej Trójki”: Eiger, Mönch i Jungfrau. Z przystani położonych nad brzegami jezior Thunersee i Brienzersee kursują statki wycieczkowe po obu jeziorach.
W gminie znajdują się stacje kolejowe Interlaken Ost i Interlaken West.
W sierpniu 1830 roku Interlaken odwiedzili wspólnie trzej polscy poeci romantyczni: Adam Mickiewicz, Zygmunt Krasiński i Antoni Edward Odyniec.

## Współpraca
Miejscowości partnerskie:
- Huangshan, Chińska Republika Ludowa
- Ōtsu, Japonia
- Scottsdale, Stany Zjednoczone
- Trzeboń, Czechy
- Zeuthen, Niemcy

## Galeria

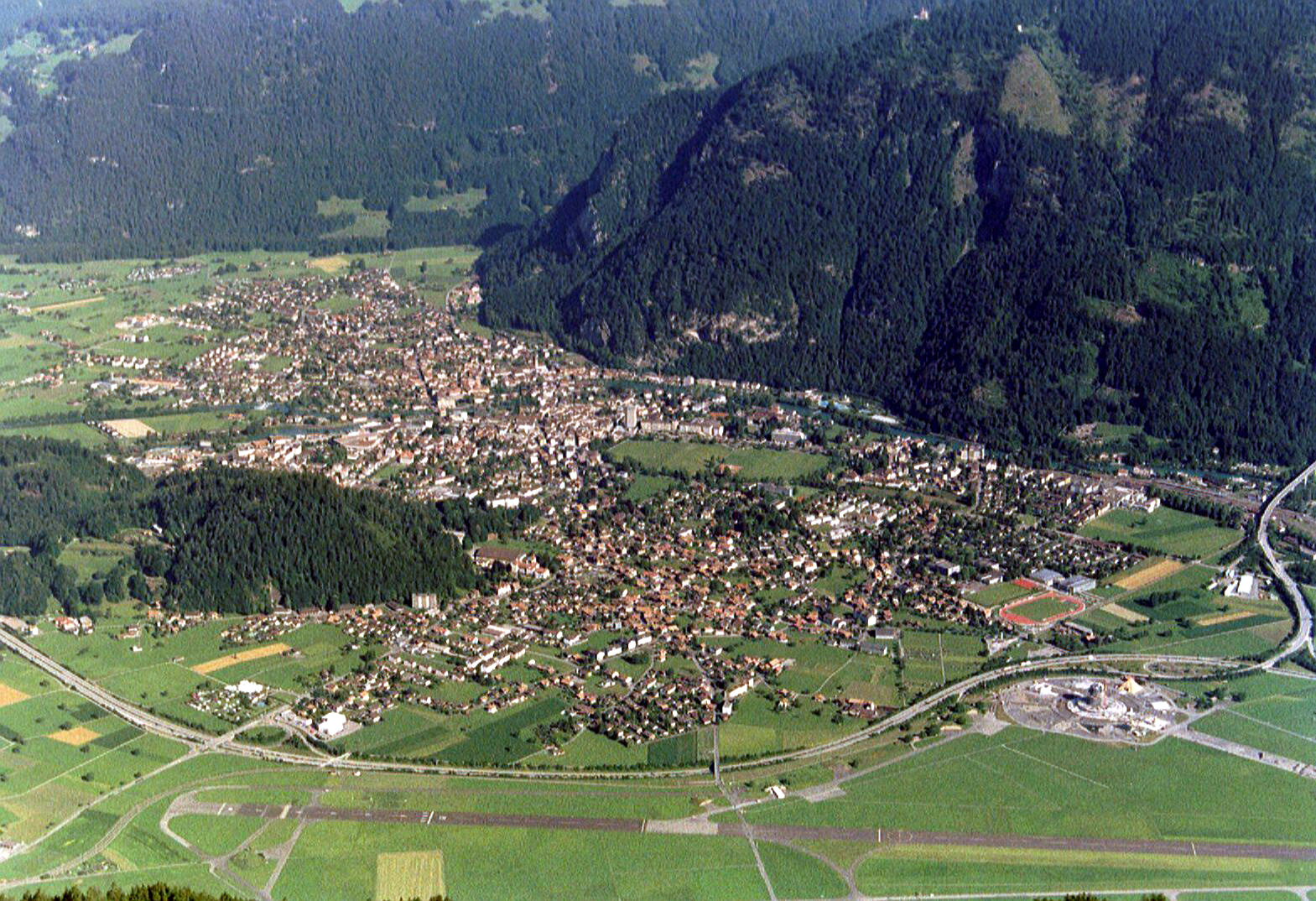
Interlaken
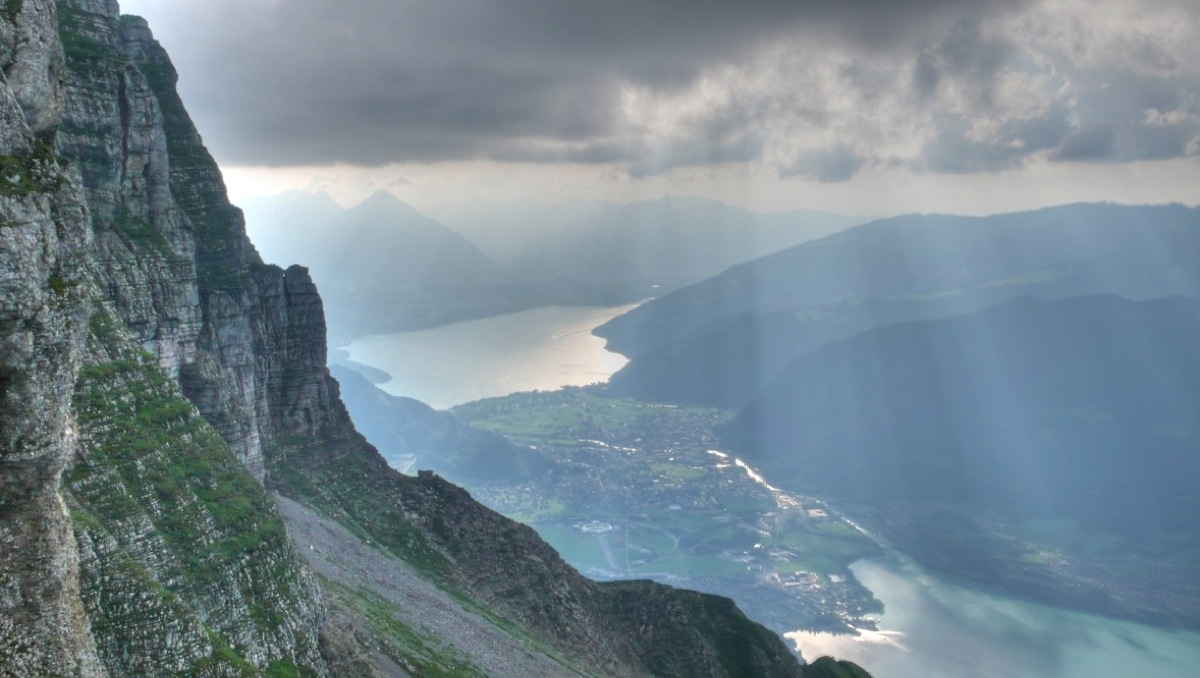
Interlaken i jezioro Thunersee widziane ze Schränni
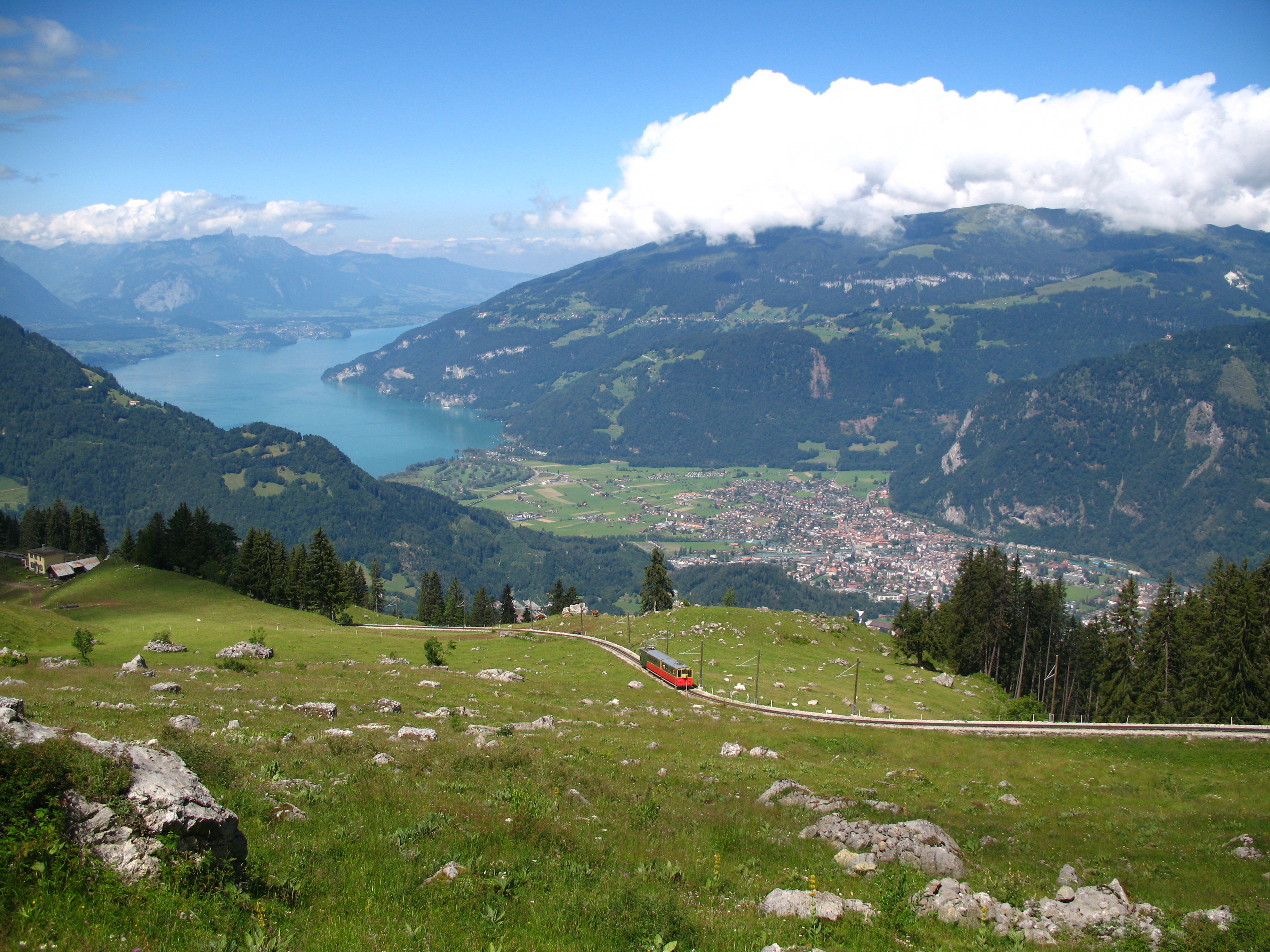
Interlaken widziane z Schynige Platte
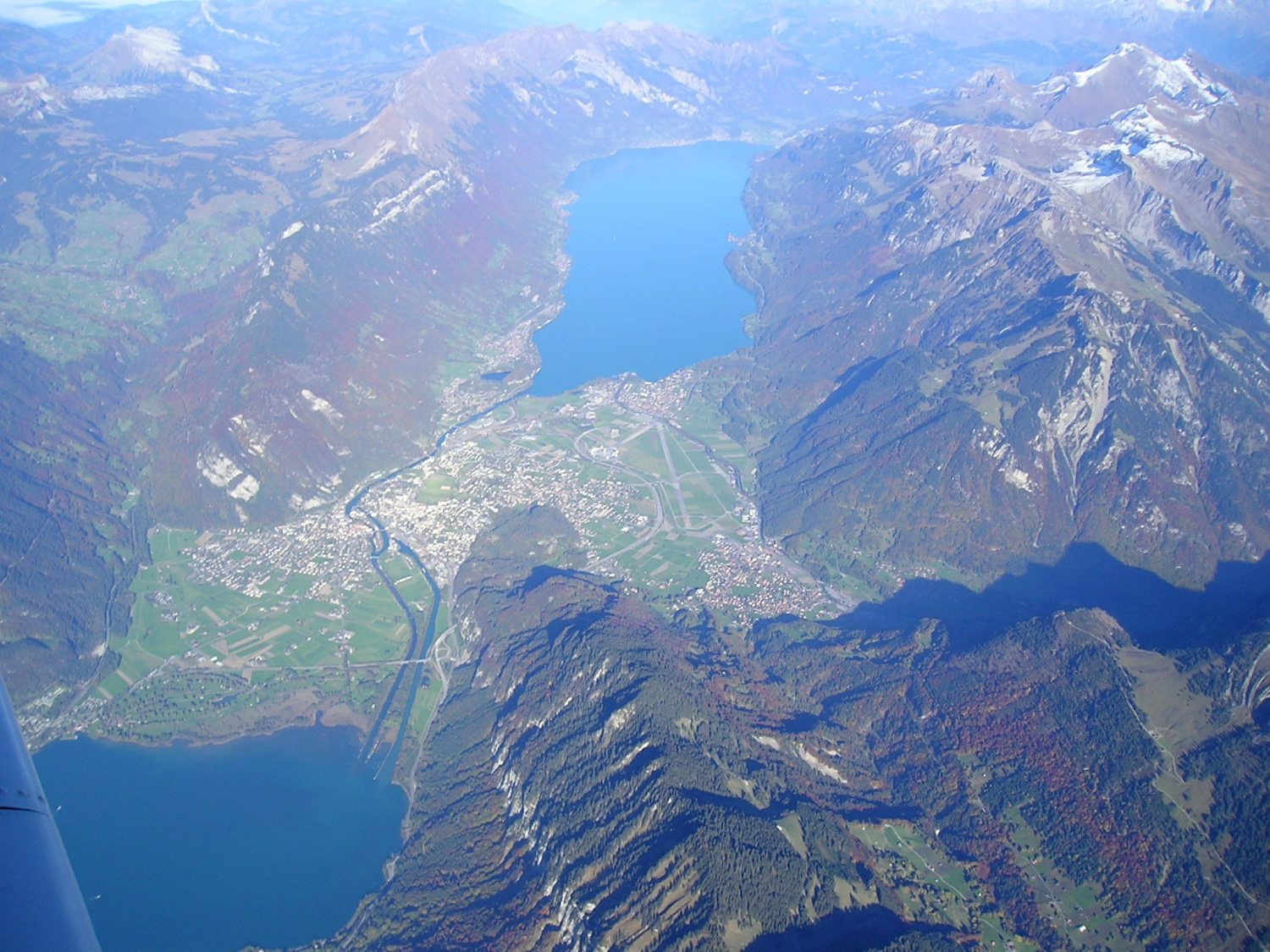
Interlaken z powietrza